# Dolbina inexacta
Dolbina inexacta là một loài bướm đêm thuộc họ Sphingidae. Loài này có ở Pakistan, phía bắc and central Ấn Độ và Nepal across Myanmar, phía nam Trung Quốc, phía bắc Thái Lan và phía bắc Việt Nam tới Đài Loan.

## miêu tả
Sải cánh khoảng 55–86 mm.

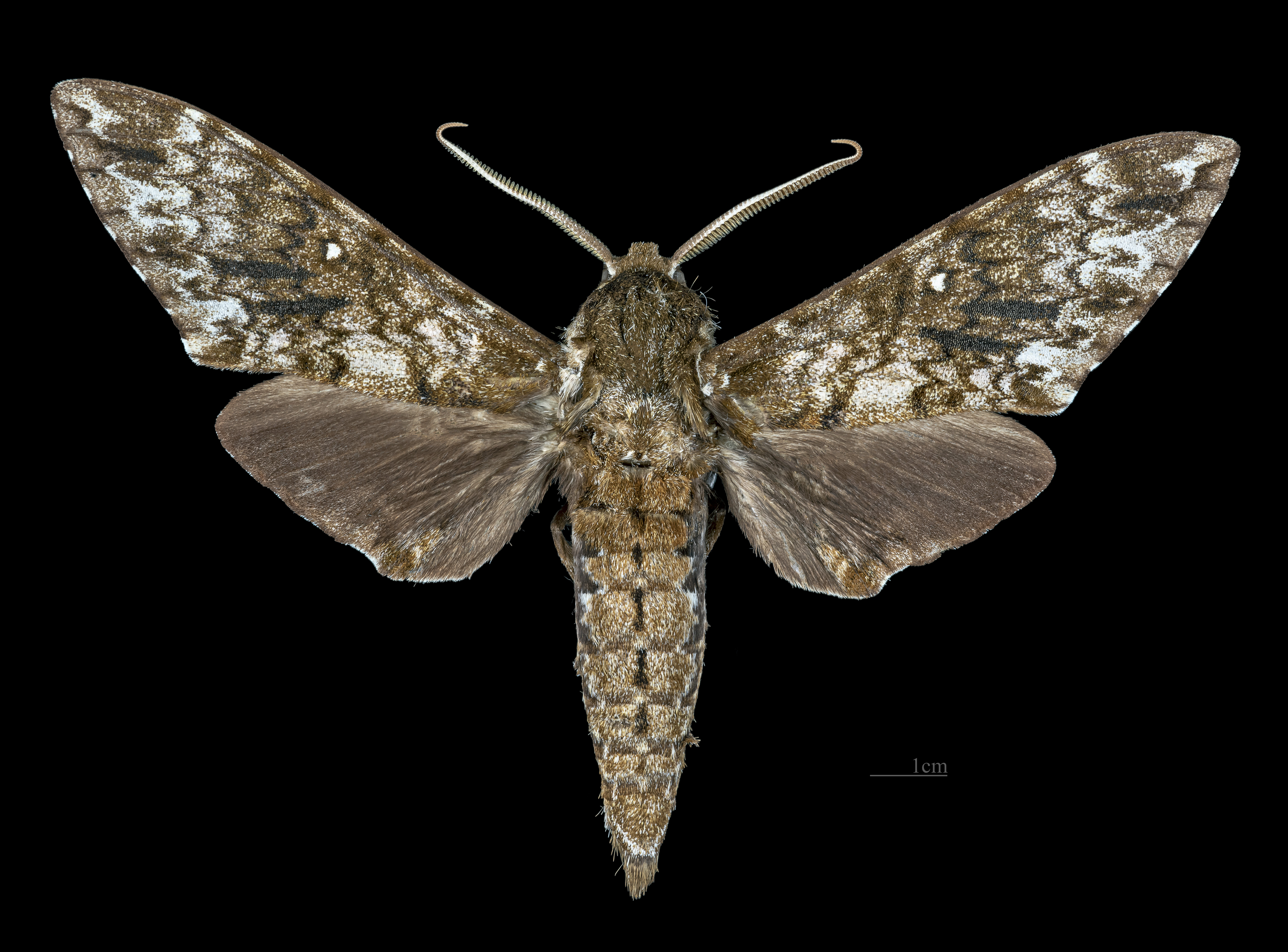
Dolbina inexacta ♂
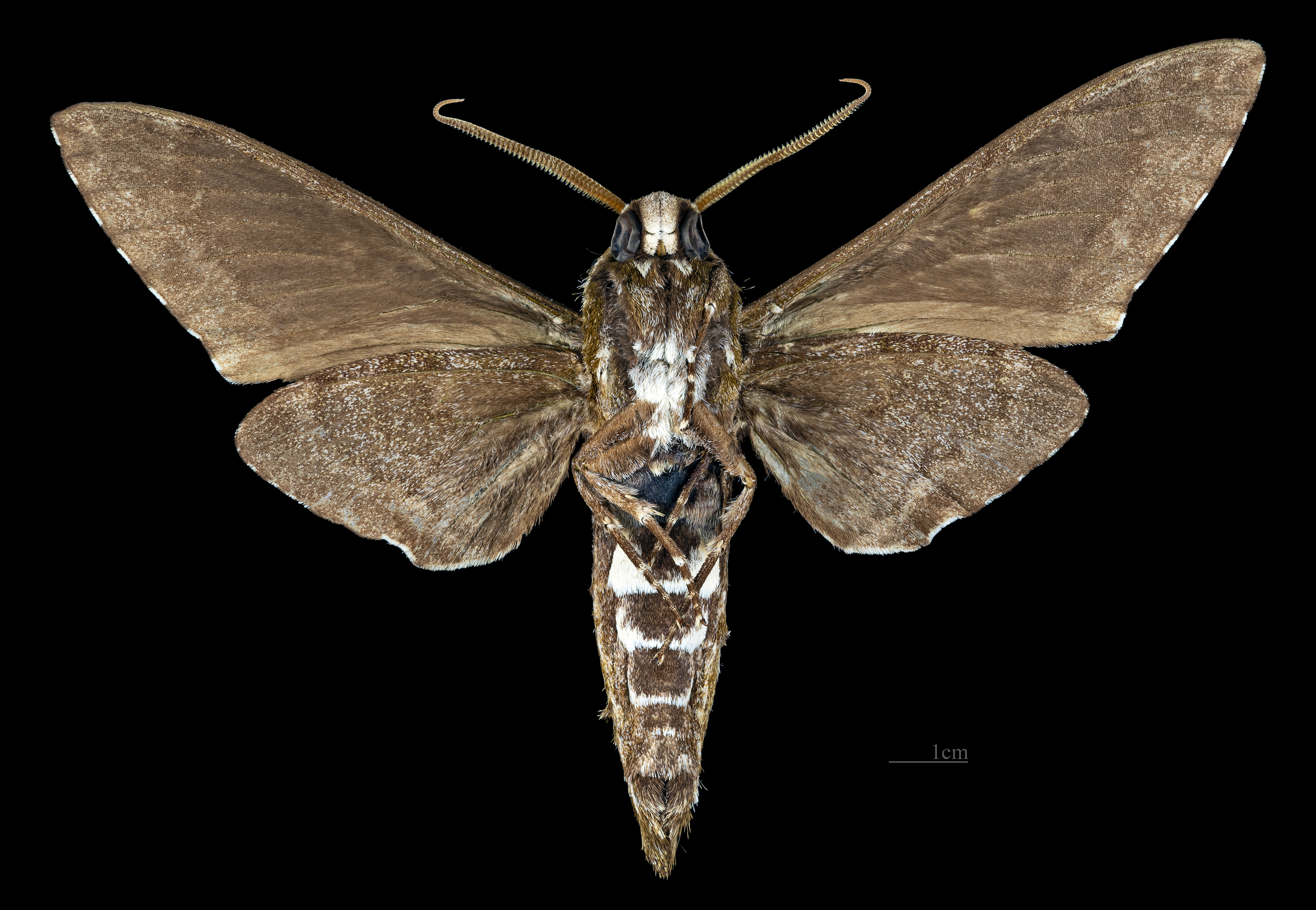
Dolbina inexacta ♂ △
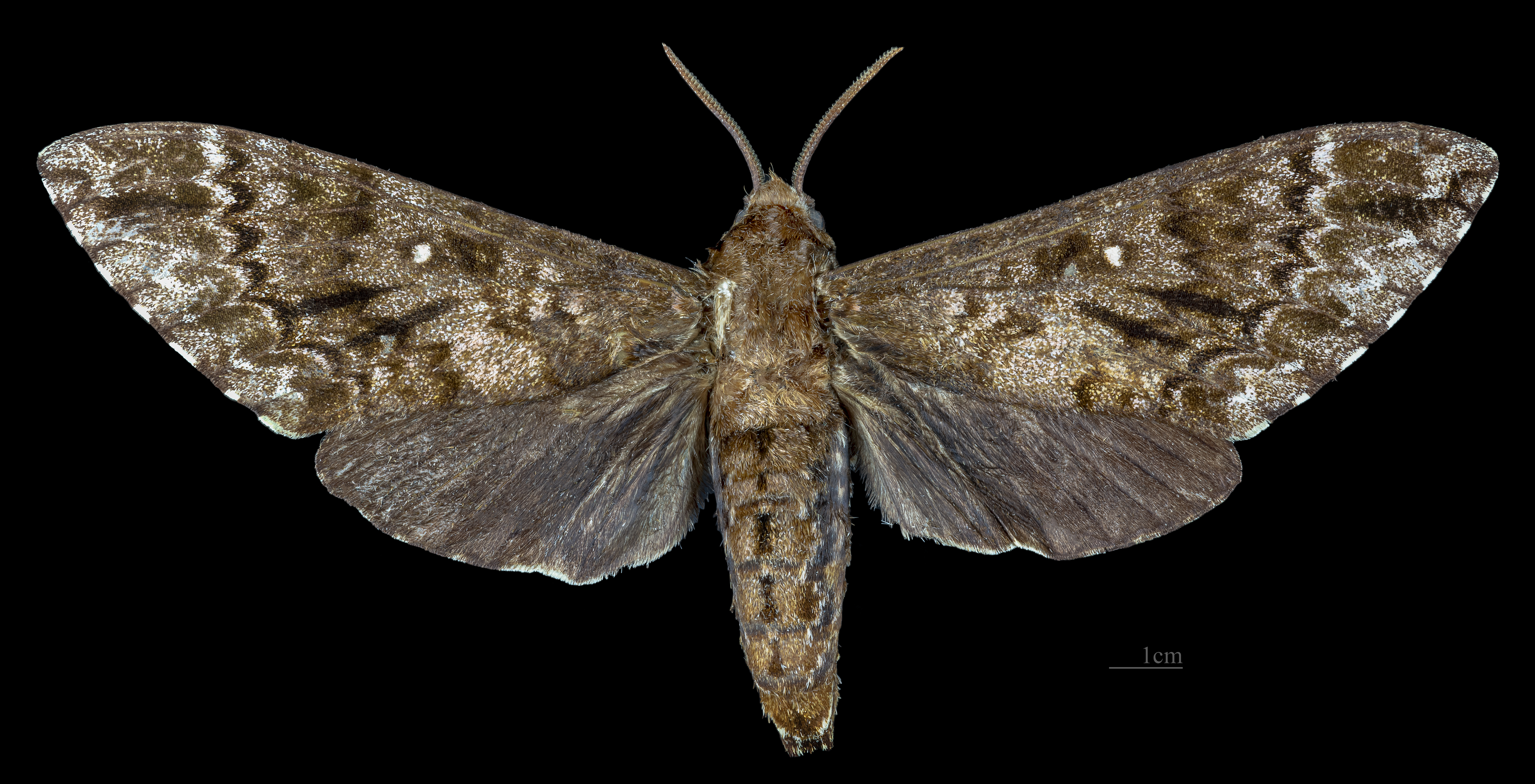
Dolbina inexacta ♀
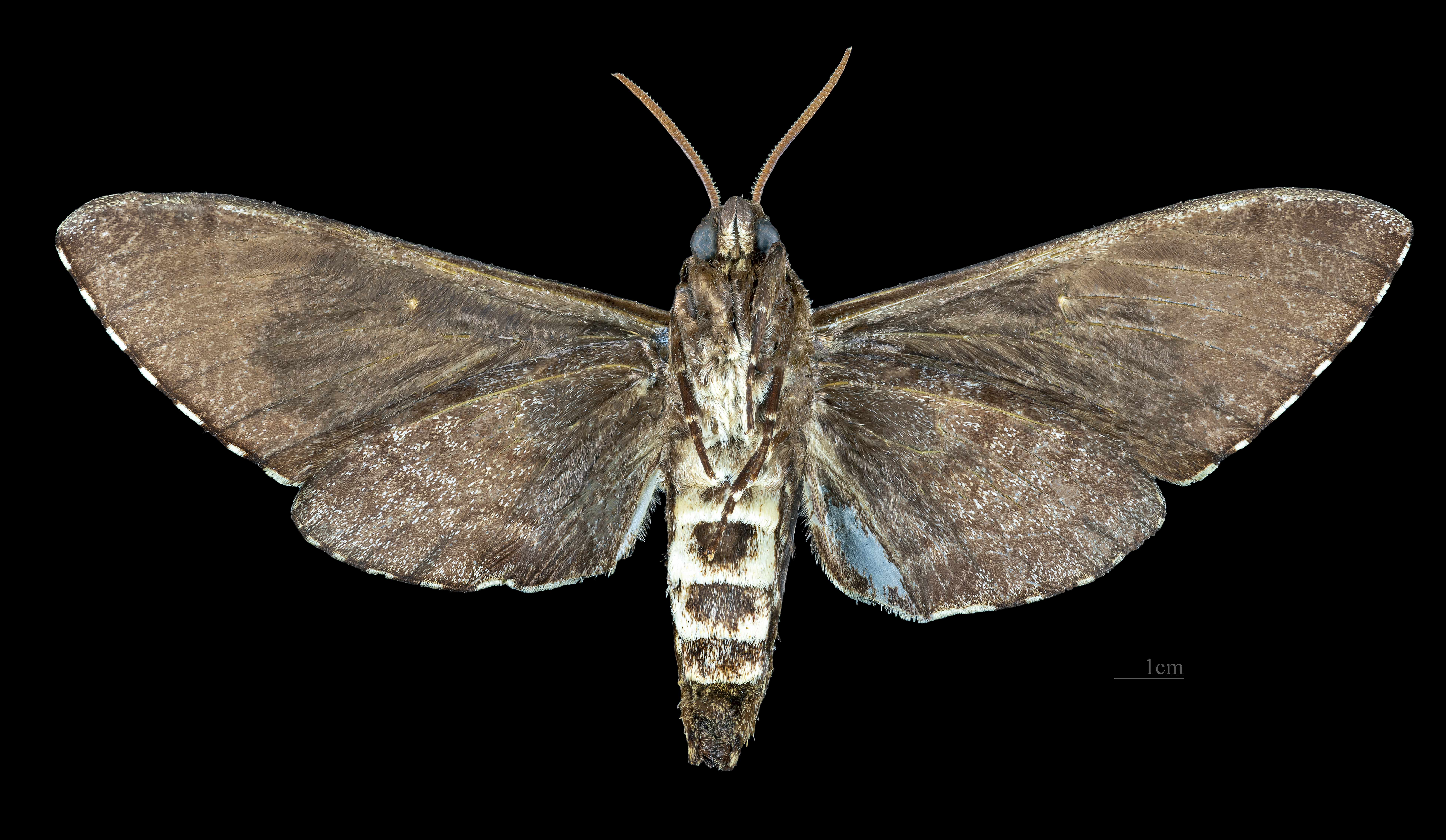
Dolbina inexacta ♀ △

## Sinh học
Ấu trùng được ghi nhận ăn các loài Ligustrum robustum ở Trung Quốc; và Olea, Lonicera, Ligustrum, Fraxinus và Osmanthus ở vài nơi khác.